# NGC 7776
NGC 7776 (również IC 1514 lub PGC 72812) – galaktyka spiralna (Sa), znajdująca się w gwiazdozbiorze Wodnika. Odkrył ją Ormond Stone 31 października 1885 roku.